# Surf en San Sebastián

El surf en San Sebastián (España) se ha consolidado como uno de los principales iconos deportivos y turísticos de la ciudad. 
La construcción de un espigón en 1994, en el extremo este de la desembocadura del río Urumea propició la ampliación de la playa de La Zurriola, lo que facilitó la llegada de bañistas y, a la vez, alteró las condiciones naturales de las olas, creando un entorno ideal para la práctica del surf. 
Desde entonces, el desarrollo del surf en San Sebastián ha crecido de manera exponencial, convirtiéndose en un fenómeno que ha influido profundamente en la sociología de la ciudad, especialmente en el barrio de Gros, que se ha transformado en un referente para la comunidad surfera local e internacional

## Inicios
El surf llegó desde Australia  a Europa, concretamente   al País Vasco - Francés en los años 50 del siglo XX convirtiéndose en  el centro de referencia del surf en Europa. 
La proximidad con San Sebastián hizo que comenzara incipientemente la afición desde los años 60 en la ciudad.
La historia del surf en San Sebastián  está directamente relacionada con sus pioneros que se remontan a los años 50 con los hermanos Arteche, principales impulsores del surf en San Sebastián.
Unos años más tarde la protagonista absoluta fue la campeona de España, Marta Huércanos.
La saga de buenos surfistas llegó en la generación de 67, 68, 69 donde destacaron nombres como Pablo Postigo e Iñigo Iraola.
Unos años más tarde sería Oscar García  quien se forjará como uno de los mejores surfistas que ha dado la playa de la Zurriola. Oscar fue uno de los primeros surfistas en destacar a nivel internacional desde categoría juvenil.
Un hecho determinante para el surf en la ciudad fue la construcción en 1994  del espigón que amplió el arenal de la Zurriola y dio unas características óptimas a las olas para la práctica del surf. El alcalde que impulsó la obra fue Odón Elorza.
Desde entonces el crecimiento del surf ha sido constante en cuanto al número de practicantes y ha transformado la fisonomía del barrio de Gros  orientándolo hacia la playa y el surf.

## Actualidad
Además de la playa de la Zurriola, también se practica el surf en las playas de la Concha y Ondarreta.
Otros lugares menos frecuentados son la desembocadura del río Urumea, que en algunos casos permite surfear a través del río o el surf extremo fuera de la bahía entre la isla de Santa Clara y el Peine de los Vientos.
El surf ha creado una  industria en auge que va desde la creación de escuelas y tiendas de equipamiento a la fabricación de tablas.
La hostelería también se ha visto reforzada por la gran afluencia de practicantes de todo el mundo
En San Sebastián se celebran a lo largo de todo el año, sobre todo entre primavera y otoño, decenas de campeonatos a nivel local, nacional e internacional reforzando el prestigio que ha obtenido  San Sebastián como plaza de surf.
El surf ha dado a San Sebastián un rasgo diferenciador respecto a otras ciudades junto a sus actividades culturales encabezadas por el Festival de Cine , el Turismo, la  Gastronomía o sus Centros de Investigación. 